# Liceo scientifico arcivescovile "Santa Caterina"
L'istituto arcivescovile "Santa Caterina" è un centro di formazione paritario di Pisa, situato in piazza Santa Caterina, nel quartiere San Francesco; l'istituto comprende un asilo nido d'infanzia, una scuola dell'infanzia, una scuola primaria, una scuola secondaria di primo grado, un liceo scientifico e un liceo linguistico.

## Storia
L'edificio un tempo faceva parte di un complesso che ospitava il convento dei domenicani, al quale venne annesso uno "studio teologico". A partire dal XIV secolo, quando santa Caterina di Alessandria fu proclamata protettrice dell'università di Parigi, molte università e centri di studio ne assunsero il nome, e fra questi lo studio teologico domenicano di Pisa.
Nel 1784 lo studio teologico presente nel convento fu trasformato dal granduca Pietro Leopoldo di Toscana e dall'arcivescovo Angelo Franceschi nell'Istituto arcivescovile Santa Caterina, al fine di ospitare sedi scolastiche, dalle elementari al liceo, e un convitto per studenti e seminaristi.